# Thompson (langue)
Pour les articles homonymes, voir Thompson.
Le thompson, ou ntlakapmuk, est une langue amérindienne de la famille des langues salish parlée au Canada, en Colombie-Britannique par 133 personnes parmi une population de 6 349 Nłeʔkepmxcin.

## Situation géographique
Le thompson est parlé le long de la rivière Thompson. Avant le contact avec les Canadiens, la langue s'étendait également le long de la rivière Nicola (en) et du fleuve Fraser. 
La langue, nommée d'après la rivière, est parfois aussi appelée « ntlapamuk », une transcription du nom « nłeʔképmx », par lequel les Amérindiens se désignent.

## Classification
Le thompson fait partie du groupe intérieur des langues salish. Il est proche du shuswap et du lillooet.

## Variétés
Le thompson compte des variétés, notamment celles utilisées à Spuzzum et à Merrit.

## Écriture
| a | á | c | c̓     | c̣ | e | é | ə  | ə́ | ə̣  | ɣ | ɣ̓ | h | i | ị  | í | k  | kʷ | k̓  | k̓ʷ |
| l | l̓ | ḷ | ł / ɬ | ƛ̓ | m | m̓ | n  | n̓ | o  | ó | p | p̓ | q | qʷ | q̓ | q̓ʷ | s  | ṣ  | t  |
| t̓ | θ | u | ú     | w | w̓ | x | xʷ | x̣ | x̣ʷ | y | y̓ | z | z̓ | ʔ  | ʕ | ʕʷ | ʕ̓  | ʕ̓ʷ |    |